# No One's First and You're Next
Albums de Modest Mouse
We Were Dead Before the Ship Even Sank
(2007)
No One's First, And You're Next est le quatrième EP du groupe de rock indépendant Modest Mouse, sorti sur le label Epic Records en 2009.

## Liste des titres
1. Satellite Skin – 3:59
2. Guilty Cocker Spaniels – 4:02
3. Autumn Beds – 3:40
4. The Whale Song – 6:04
5. Perpetual Motion Machine – 3:10
6. History Sticks to Your Feet – 3:54
7. King Rat – 5:30
8. I've Got It All (Most) – 3:10